# Mannus

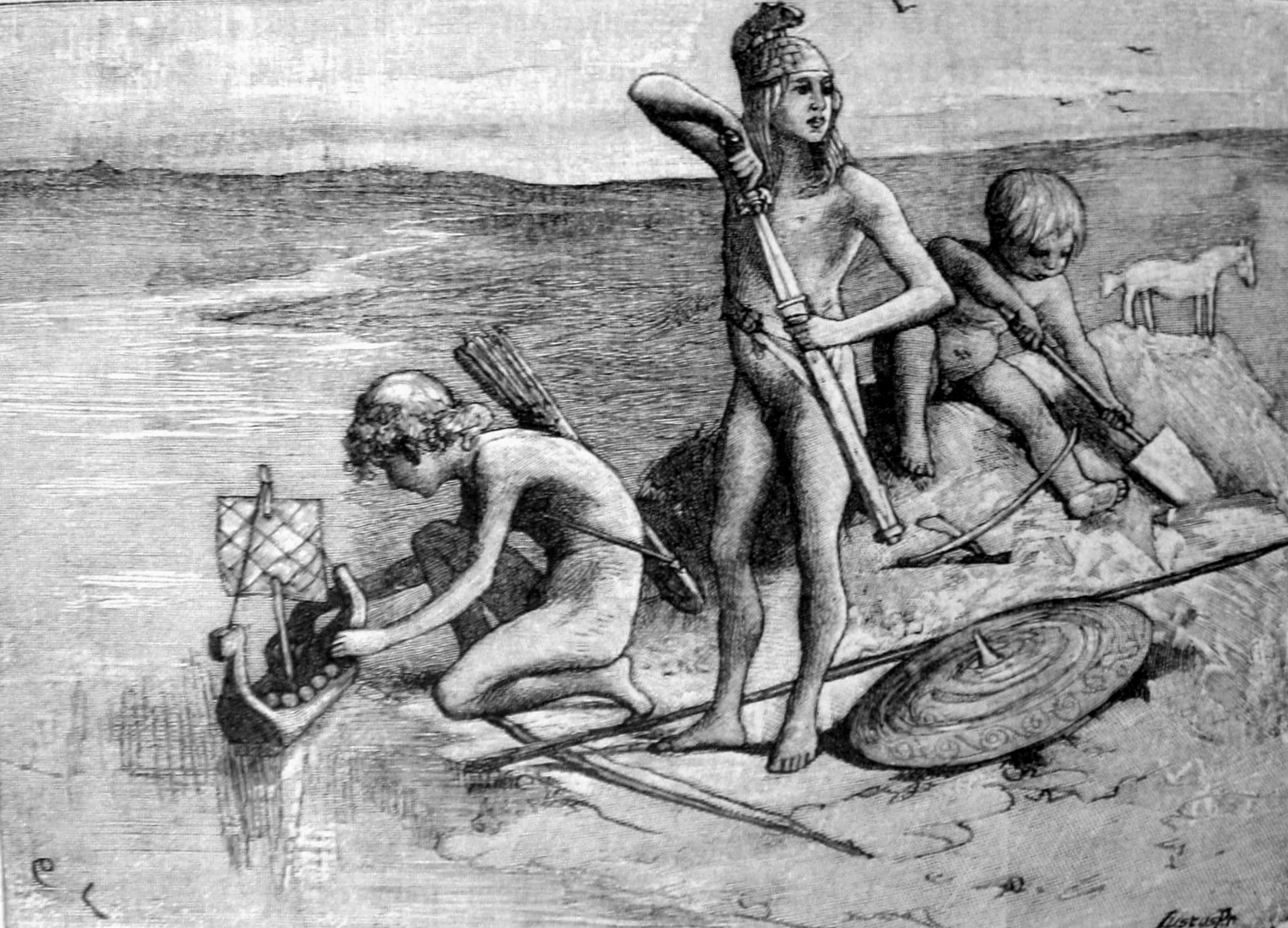
Mannus tre söner, gravyr av Justus Peterson efter en bild av Carl Larsson.

Mannus var enligt Tacitus i den germanska skapelsemyten son till urguden Tuisto. Mannus var därmed den första människan. Mannus söner Ingvo, Irmin och Istvo var enligt myten stamfäder till stammarna ingvaeonerna, erminonerna och istvaeonerna.
Det anses idag oklart om denna skapelsemyt har en motsvarighet hos andra germanska folk eller är ett inlån från keltiska eller romerska skapelsemyter. Mannus betyder helt enkelt "människa".